# Taktaharkány
Taktaharkány là một làng thuộc hạt Borsod-Abaúj-Zemplén, Hungary. Làng này có diện tích 39,13 km², dân số năm 2010 là 3757 người, mật độ 96 người/km².